# Fritz Ebenböck
Fritz Ebenböck (* 8. März 1901 in Regensburg; † 5. Oktober 1982) war ein deutscher Politiker (NSDAP).

## Leben und Wirken
Ebenböck war Diplom-Ingenieur. Ebenböck trat 1922 in die SA und in die NSDAP (Mitgliedsnummer 9.662) ein. Im darauffolgenden Jahr wurde er Führer der 11. Kompanie des SA-Regiments München. Am Hitler-Putsch 1923 war er unmittelbar beteiligt. Nach der Neugründung der NSDAP trat er zum 12. Juli 1926 wieder in die Partei (Mitgliedsnummer 45.004) und 1930 in die SA ein. 1934 hatte er bereits den Rang eines SA-Obersturmbannführers erreicht. Von 1934 bis 1935 war er Präsident des TSV 1860 München.
Im Dezember 1934 wurde er „Reichsbetriebsgemeinschaftswalter“ der „Reichsbetriebsgemeinschaft Druck“. Diese Funktion übte er bis August 1937 aus, als er der Leiter der Reichsbetriebsgemeinschaft (später Fachamt) „Druck und Papier“ wurde. Er kandidierte auf dem Wahlvorschlag der NSDAP auf dem Listenplatz Nr. 203 bei der Reichstagswahl am 29. März 1936. Ebenböck wurde jedoch nicht in den Reichstag gewählt. Er wohnte damals in Berlin-Wilmersdorf, Uhlandstraße 118.
Im Dezember 1934 wurde er zudem Reichshauptstellenleiter der NSDAP. Aus Anlass des Reichshandwerkertages in Frankfurt am Main wurde Fritz Ebenböck von Heinrich Himmler persönlich in die SS aufgenommen (SS-Nummer 277.285). 1938 hatte er bereits den Rang eines SS-Standartenführer erreicht.
Mit Wirkung vom 30. Januar 1943 wurde er zum SS-Oberführer befördert.